# Історична соціологія
Історична соціологія — галузь соціології, що зосереджує увагу на тому, як суспільства розвиваються в історії. Вона розглядає, як соціальні структури, які зазвичай сприймаються як природні, формуються внаслідок складних і тривалих соціальних процесів. До головних питань, які досліджує сучасна історична соціологія належать: виникнення капіталізму, революції та суспільні рухи, причини виникнення, існування та занепаду імперій, природа держав та процеси державотворення, соціальна нерівність та гендер.

## Виникнення та розвиток
За твердженням Річарда Лахмана, соціологія з самого початку створювалася як історична дисципліна, предметом якої були соціальні трансформації, але поступово соціологи дедалі більше почали зосереджуватися на сучасному суспільстві, аналізувати окремі аспекти статичного зрізу суспільства та намагатися пояснити індивідуальну поведінку. Відповідно, сучасна історична соціологія є «способом у рамках соціології зберегти вірність фундаментальному проєкту дисципліни „батьків-засновників“ (Маркса, Вебера, Дюркгайма)».
В 1920-х — 1950 роках історична орієнтація в соціології майже зникає. Окремі дослідники, творчість яких можна віднести до цього напрямку (як Карл Поланьї і його фундаментальне дослідження «Велика трансформація»), в цей період стояли осторонь загального розвитку соціології. Навіть праця Норберта Еліаса «Про процес цивілізації» (1939), яка пізніше була визнана класичною, в роки своєї появи на світ залишилася майже не поміченою. З середини 1960-х років почалось відродження та стрімкий розвиток цього напряму в США, що Ренделл Коллінз згодом назвав початком «золотого віку макроісторичної соціології». Однією з перших вагомих праць у цей період стала книжка Барінгтона Мура «Соціальні джерела диктатури і демократії» (1966), яка започаткувала серію творів, що стали класичними. Завдяки працям Мура, Коллінза, а також Рейнгарда Бедікса, Сеймура Мартіна Ліпсета, Чарльза Тіллі, Теди Скокпол, Майкла Манна та ін., історична соціологія стала впливовим напрямом досліджень. «Візитною карткою» історичної соціології в цей період стало широке застосування порівняльного методу. Праці представників цієї «другої хвилі» в історичній соціології значною мірою були реакцією на недоліки теорії модернізації, яка надто спрощувала розвиток людських суспільств, вони намагалися запровадити більш науковий підхід і акцентували увагу на змінах у соціальній структурі. До цієї ж «хвилі» належить виникнення школи світ-системного аналізу, на чолі з Іммануїлом Валлерстайном та Джованні Аррігі.
В 1990-х роках з'явилася «третя хвиля» в історичній соціології. Її представники (Річард Лахман, Рональд Амінзаде, Елізабет Клеменс, Браян Ділл та ін.) критикували попередників за недостатню історичність їхніх праць і зосереджуються у своїх дослідженнях на динаміці, мінливості, суб'єктності історичних акторів та довготривалих непередбачуваних наслідках їхніх дій. Окрім того, вони приділяли набагато більше уваги культурі, ніж представники двох попередніх «хвиль», і наголошували на її важливості. Ця «хвиля» значною мірою була реакцією на успіхи гендерних студій, постколоніальної та інших теорій, і посилювалася крахом режимів «реального соціалізму». Одним із головних прихильників «культурного повороту» в історичній соціології в 1990-х роках був Вільям Сьюелл (молодший), але вже в 2000 році він заявив, що надмірна концентрація уваги на культурі та агентності призводить до забуття основних об'єктивних умов капіталізму, якраз тоді, коли він розширив сферу свого впливу і влади у світі, і закликав повернутися до досліджень об'єктивних структур.
Наприкінці 2010-х років з'явилася «четверта хвиля» історичних соціологів, що порушили нові питання й почали розвивати нові напрями досліджень, зокрема поселенський колоніалізм, знищення корінних народів, приділяють велику увагу взаємозв'язкам між расизмом, колоніалізмом та капіталізмом тощо.
В сучасних американських університетах історична соціологія займає своєрідне місце — нею займається незначна кількість дослідників, але на праці з неї припадає непропорційно велика частка премій за найкращу наукову книжку чи статтю, які присуджує Американська соціологічна асоціація.